# Lufkin
Lufkin es una ciudad ubicada en el condado de Angelina en el estado estadounidense de Texas. En el Censo de 2010 tenía una población de 35.067 habitantes y una densidad poblacional de 402,3 personas por km².

## Geografía
Lufkin se encuentra ubicada en las coordenadas 31°19′13″N 94°43′50″O / 31.32028, -94.73056. Según la Oficina del Censo de los Estados Unidos, Lufkin tiene una superficie total de 87.17 km², de la cual 86.44 km² corresponden a tierra firme y (0.83%) 0.72 km² es agua.

## Demografía
Según el censo de 2010, había 35.067 personas residiendo en Lufkin. La densidad de población era de 402,3 hab./km². De los 35.067 habitantes, Lufkin estaba compuesto por el 56.71% blancos, el 27.38% eran afroamericanos, el 0.46% eran amerindios, el 1.65% eran asiáticos, el 0.02% eran isleños del Pacífico, el 11.58% eran de otras razas y el 2.18% pertenecían a dos o más razas. Del total de la población el 24.14% eran hispanos o latinos de cualquier raza.

## Educación
El Distrito Escolar Independiente de Lufkin gestiona escuelas públicas.